# Tritonia gladiolaris
Tritonia gladiolaris es una especie de planta herbácea, perenne y bulbosa nativa de África y perteneciente a la familia de las iridáceas. 

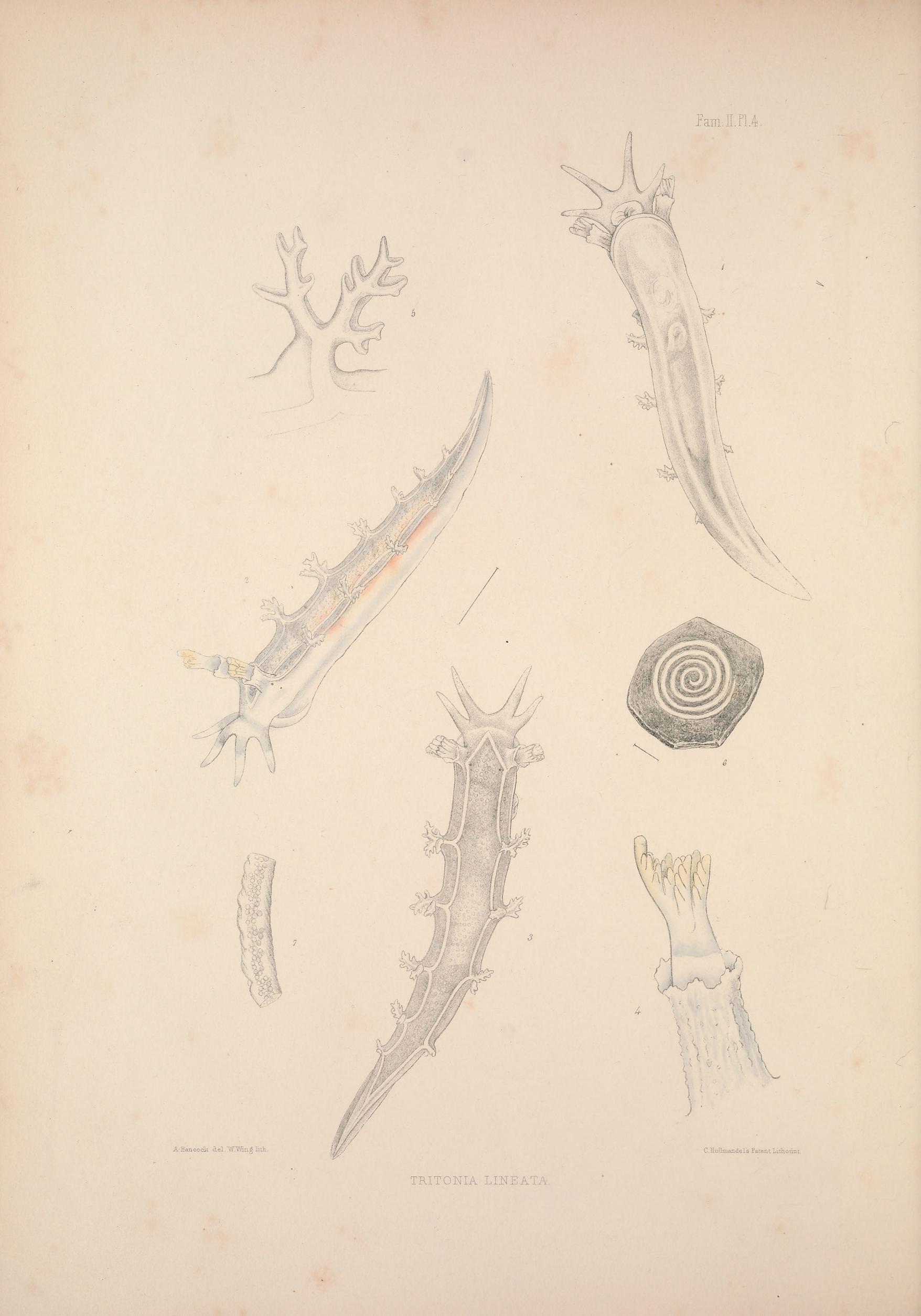
Ilustración

## Descripción
Tritonia gladiolaris, es una planta herbácea perennifolia, geófita con un cormo  globoso con túnicas enmarañadas, fibras finas, de color marrón; tallo delgado, cilíndrico; las flores 4-8 en una espiga laxa dística;  perianto de color rojo brillante, con un tubo en forma de embudo en la mitad superior.

## Distribución
Tritonia gladiolaris, crece en pastizales en el sureste de la Provincia del Cabo. Tiene flores de color amarillo o naranja, blancas o pálidas cremosas en forma de embudo con venas oscuras. Este plantas hace frente a un creciente ciclo Mediterráneo a pesar de que es una especie de lluvia de verano, pero no  prospera. Cuando se cultiva con agua normal en verano se expande rápidamente. Cuando se cultiva con un verano seco simplemente sobrevive.

## Taxonomía
Tritonia gladiolaris fue descrita por (Lam.) Goldblatt & J.C.Manning y publicado en Bothalia 36: 57. 2006.
Etimología
Tritonia: nombre genérico que deriva del latín de la palabra tritón, que significa "veleta", y alude a la disposición aparentemente aleatoria de los estambres en algunas especies.
gladiolaris: epíteto latíno 
Sinonimia
- Gladiolus lineatus Salisb.
- Gladiolus venosus (Link) Willd.
- Ixia gladiolaris Lam.	basónimo
- Ixia lineata Salisb.
- Ixia reticulata Thunb.
- Ixia venosa Link
- Montbretia lineata (Salisb.) Voigt
- Sparaxis lineata (Salisb.) Pax
- Tritonia catenularis Salisb.
- Tritonia flavida Schltr.
- Tritonia krausii Baker
- Tritonia lineata (Salisb.) Ker Gawl.
- Tritonia lineata var. parvifolia M.P.de Vos
- Tritonixia lineata (Salisb.) Klatt
- Waitzia lineata (Salisb.) Kreysig
- Watsonia lineata (Salisb.) Klatt[5][6]